# Saint-Jean-d'Estissac
Pour les articles homonymes, voir Saint-Jean.
Saint-Jean-d'Estissac est une commune française située dans le département de la Dordogne, en région Nouvelle-Aquitaine.

## Géographie

### Communes limitrophes
Saint-Jean-d'Estissac est limitrophe de six autres communes. Au nord-est, son territoire est distant de moins de 400 mètres de celui de Jaure.
| Saint-Séverin-d'Estissac | Vallereuil               | Grignols    |
|                          | Saint-Jean-d'Estissac    | Villamblard |
| Issac                    | Saint-Hilaire-d'Estissac |             |

### Géologie et relief

#### Géologie
Situé sur la plaque nord du Bassin aquitain et bordé à son extrémité nord-est par une frange du Massif central, le département de la Dordogne présente une grande diversité géologique. Les terrains sont disposés en profondeur en strates régulières, témoins d'une sédimentation sur cette ancienne plate-forme marine. Le département peut ainsi être découpé sur le plan géologique en quatre gradins différenciés selon leur âge géologique. Saint-Jean-d'Estissac est située dans le troisième gradin à partir du nord-est, un plateau formé de calcaires hétérogènes du Crétacé.
Les couches affleurantes sur le territoire communal sont constituées de formations superficielles du Quaternaire et de roches sédimentaires datant pour certaines du Cénozoïque, et pour d'autres du Mésozoïque. La formation la plus ancienne, notée c5c, date du Campanien 3, une alternance de marnes à glauconie et de calcaires crayo-marneux jaunâtres. La formation la plus récente, notée CFp, fait partie des formations superficielles de type colluvions indifférenciées de versant, de vallon et plateaux issues d'alluvions, molasses, altérites. Le descriptif de ces couches est détaillé dans  la feuille « no 782 - Mussidan » de la carte géologique au 1/50 000 de la France métropolitaine, et sa notice associée.

Carte géologique de Saint-Jean-d'Estissac.

#### Relief et paysages
Le département de la Dordogne se présente comme un vaste plateau incliné du nord-est (491 m, à la forêt de Vieillecour dans le Nontronnais, à Saint-Pierre-de-Frugie) au sud-ouest (2 m à Lamothe-Montravel). L'altitude du territoire communal varie quant à elle entre 88 mètres et 207 mètres,.
Dans le cadre de la Convention européenne du paysage entrée en vigueur en France le 1er juillet 2006, renforcée par la loi du 8 août 2016 pour la reconquête de la biodiversité, de la nature et des paysages, un atlas des paysages de la Dordogne a été élaboré sous maîtrise d’ouvrage de l’État et publié en octobre 2020. Les paysages du département s'organisent en huit unités paysagères,. La commune fait partie du Périgord central, un paysage vallonné, aux horizons limités par de nombreux bois, plus ou moins denses, parsemés de prairies et de petits champs.
La superficie cadastrale de la commune publiée par l'Insee, qui sert de référence dans toutes les statistiques, est de 12,86 km2,,. La superficie géographique, issue de la BD Topo, composante du Référentiel à grande échelle produit par l'IGN, est quant à elle de 12,89 km2.

### Hydrographie

#### Réseau hydrographique

Réseaux hydrographique et routier de Saint-Jean-d'Estissac.

La commune est située dans le bassin de la Dordogne au sein du Bassin Adour-Garonne. Elle est drainée par la Crempsoulie, l'Estissac, le Bernou et par deux petits cours d'eau, qui constituent un réseau hydrographique de 8,5 km de longueur totale,.
La Crempsoulie, d'une longueur totale de 9,91 km, prend sa source dans le nord-ouest de la commune et se jette dans la Crempse en rive droite en limite de Bourgnac et d'Issac,. Elle arrose le territoire communal sur moins de 200 mètres.
Autre affluent de la Crempse et principal cours d'eau de la commune, l'Estissac y prend sa source dans l'est et la traverse sur quatre kilomètres en direction du sud-ouest, servant sur 500 mètres de limite naturelle face à Saint-Hilaire-d'Estissac.
Prenant sa source dans le nord-est de la commune au lieu-dit les Magnols, le Bernou, affluent du Jaures, marque la limite territoriale sur un kilomètre, face à Grignols.

#### Gestion et qualité des eaux
Le territoire communal est couvert par le schéma d'aménagement et de gestion des eaux (SAGE) « Isle - Dronne ». Ce document de planification, dont le territoire regroupe les bassins versants de l'Isle et de la Dronne, d'une superficie de 7 500 km2, a été approuvé le 2 août 2021. La structure porteuse de l'élaboration et de la mise en œuvre est l'établissement public territorial de bassin de la Dordogne (EPIDOR). Il définit sur son territoire les objectifs généraux d’utilisation, de mise en valeur et de protection quantitative et qualitative des ressources en eau superficielle et souterraine, en respect des objectifs de qualité définis dans le troisième SDAGE  du Bassin Adour-Garonne qui couvre la période 2022-2027, approuvé le 10 mars 2022.
La qualité des eaux de baignade et des cours d’eau peut être consultée sur un site dédié géré par les agences de l’eau et l’Agence française pour la biodiversité.

### Climat
Pour des articles plus généraux, voir Climat de la Nouvelle-Aquitaine et Climat de la Dordogne.
Historiquement, la commune est exposée à un climat océanique aquitain.  
En 2020, Météo-France publie une typologie des climats de la France métropolitaine dans laquelle la commune est exposée à un climat océanique altéré et est dans la région climatique  Aquitaine, Gascogne, caractérisée par une pluviométrie abondante au printemps, modérée en automne, un faible ensoleillement au printemps, un été chaud (19,5 °C), des vents faibles, des brouillards fréquents en automne et en hiver et des orages fréquents en été (15 à 20 jours).
Pour la période 1971-2000, la température annuelle moyenne est de 12,5 °C, avec  une amplitude thermique annuelle de 14,9 °C. Le cumul annuel moyen de précipitations est de 919 mm, avec 12,4 jours de précipitations en janvier et 6,8 jours en juillet. Pour la période 1991-2020, la température moyenne annuelle observée sur la station météorologique la plus proche, située sur la commune de Bergerac à 20 km à vol d'oiseau, est de 13,2 °C et le cumul annuel moyen de précipitations est de 792,9 mm,. Pour l'avenir, les paramètres climatiques de la commune estimés pour 2050 selon différents scénarios d’émission de gaz à effet de serre sont consultables sur un site dédié publié par Météo-France en novembre 2022.

## Urbanisme

### Typologie
Au 1er janvier 2024, Saint-Jean-d'Estissac est catégorisée commune rurale à habitat très dispersé, selon la nouvelle grille communale de densité à 7 niveaux définie par l'Insee en 2022.
Elle est située hors unité urbaine et hors attraction des villes,.

### Occupation des sols
L'occupation des sols de la commune, telle qu'elle ressort de la base de données européenne d’occupation biophysique des sols Corine Land Cover (CLC), est marquée par l'importance des forêts et milieux semi-naturels (72,8 % en 2018), en augmentation par rapport à 1990 (71,3 %). La répartition détaillée en 2018 est la suivante : 
forêts (72,8 %), prairies (19,4 %), zones agricoles hétérogènes (7,7 %). L'évolution de l’occupation des sols de la commune et de ses infrastructures peut être observée sur les différentes représentations cartographiques du territoire : la carte de Cassini (XVIIIe siècle), la carte d'état-major (1820-1866) et les cartes ou photos aériennes de l'IGN pour la période actuelle (1950 à aujourd'hui).

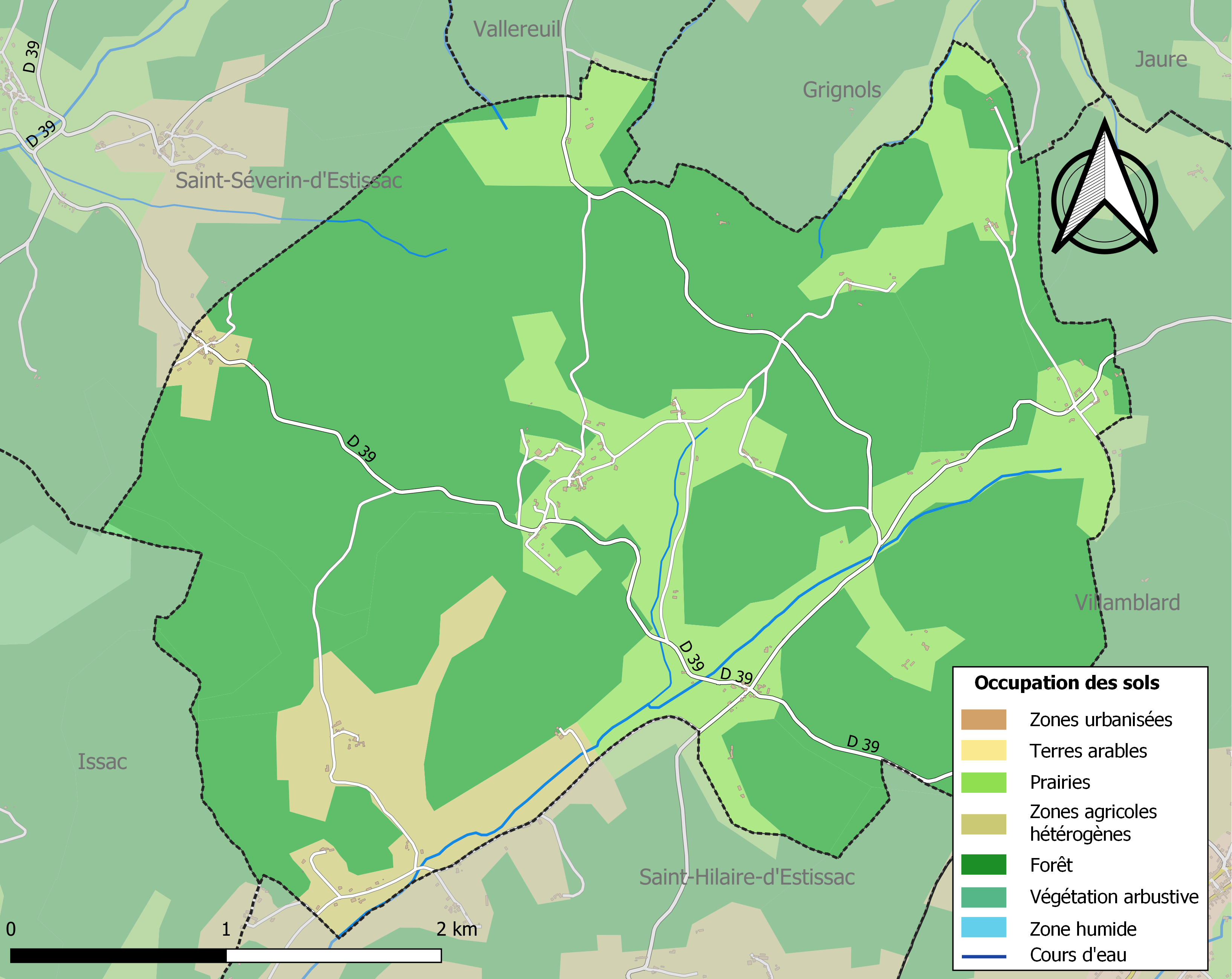
Carte des infrastructures et de l'occupation des sols de la commune en 2018 (CLC).

### Prévention des risques
Le territoire de la commune de Saint-Jean-d'Estissac est vulnérable à différents aléas naturels : météorologiques (tempête, orage, neige, grand froid, canicule ou sécheresse), feux de forêts, mouvements de terrains et séisme (sismicité très faible). Un site publié par le BRGM permet d'évaluer simplement et rapidement les risques d'un bien localisé soit par son adresse soit par le numéro de sa parcelle.
Saint-Jean-d'Estissac est exposée au risque de feu de forêt. L’arrêté préfectoral du 14 mars 2013 fixe les conditions de pratique des incinérations et de brûlage dans un objectif de réduire le risque de départs d’incendie. À ce titre, des périodes sont déterminées : interdiction totale du 15 février au 15 mai et du 15 juin au 15 octobre, utilisation réglementée du 16 mai au 14 juin et du 16 octobre au 14 février. En septembre 2020, un plan inter-départemental de protection des forêts contre les incendies (PidPFCI) a été adopté pour la période 2019-2029,.

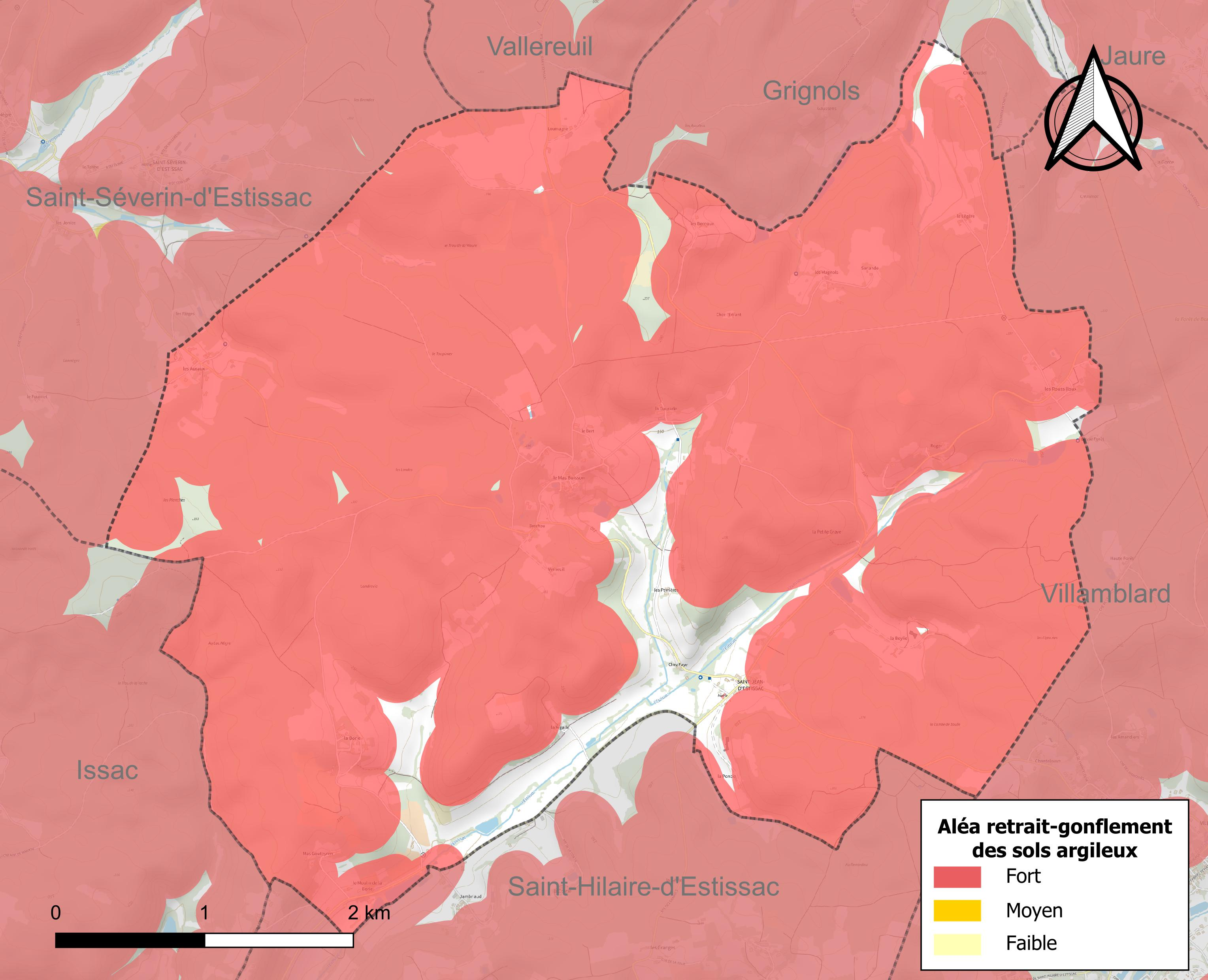
Carte des zones d'aléa retrait-gonflement des sols argileux de Saint-Jean-d'Estissac.

Les mouvements de terrains susceptibles de se produire sur la commune sont des tassements différentiels. Le retrait-gonflement des sols argileux est susceptible d'engendrer des dommages importants aux bâtiments en cas d’alternance de périodes de sécheresse et de pluie. 90,9 % de la superficie communale est en aléa moyen ou fort (58,6 % au niveau départemental et 48,5 % au niveau national métropolitain). Depuis le 1er octobre 2020, en application de la loi ÉLAN, différentes contraintes s'imposent aux vendeurs, maîtres d'ouvrages ou constructeurs de biens situés dans une zone classée en aléa moyen ou fort,.
La commune a été reconnue en état de catastrophe naturelle au titre des dommages causés par les inondations et coulées de boue survenues en 1982, 1983, 1999 et 2018, par la sécheresse en 1992, 1995 et 2011 et par des mouvements de terrain en 1999.

## Toponymie
En occitan, la commune se nomme Sent Joan d'Estiçac.

## Histoire
Au XIVe siècle, le repaire noble (ou château) d'Estissac est le siège d'une châtellenie à laquelle sont rattachées trois paroisses : Saint Hilaire, Saint Jean et Saint Séverin. Son emplacement précis n'est pas connu, et selon différents historiens, pourrait se situer  soit au nord d'Issac, soit entre Saint-Jean-d'Estissac et Villamblard en forêt de Barreyrenc, soit sur l'actuelle commune de Villamblard, ou encore à Campagnac, lieu-dit de l'actuelle commune de Saint-Hilaire-d'Estissac, un kilomètre au sud-est du bourg.

## Politique et administration

### Rattachements administratifs et électoraux
Dès 1790, la commune de Saint-Jean-d'Estissac est rattachée au canton des Leches qui dépend du district de Montpon, renommé en district de Mussidan, jusqu'en 1795, date de suppression des districts. Lorsque ce canton est supprimé par la loi du 8 pluviôse an IX (28 janvier 1801)  portant sur la « réduction du nombre de justices de paix », la commune est rattachée au canton de Montagnac dépendant de l'arrondissement de Bergerac. Le canton de Montagnac est ensuite renommé en canton de Villamblard l'année suivante, à la suite du transfert du chef-lieu de canton depuis Montagnac vers Villamblard.
Dans le cadre de la réforme de 2014 définie par le décret du 21 février 2014, ce canton disparaît aux élections départementales de mars 2015. La commune est alors rattachée électoralement au canton du Périgord central.
En 2017, Saint-Jean-d'Estissac est rattachée à l'arrondissement de Périgueux,.

### Intercommunalité
Fin 2001, Saint-Jean-d'Estissac intègre dès sa création la communauté de communes du Pays de Villamblard. Celle-ci disparaît au 31 décembre 2016, remplacée au 1er janvier 2017 par la communauté de communes Isle et Crempse en Périgord.

### Administration municipale
La population de la commune étant comprise entre 100 et 499 habitants au recensement de 2017, onze conseillers municipaux ont été élus en 2020,.

### Liste des maires
| Période                                  | Période  | Identité             | Étiquette  | Qualité |
| ---------------------------------------- | -------- | -------------------- | ---------- | --- |
| Les données manquantes sont à compléter. |          |                      |            | |
|                                          |          |                      |            | |
|                                          |          | Maurice Bourg        |            | |
| mai 2001 (réélue en mai 2020)            | En cours | Marie-Rose Veyssière | SE puis PS | Secrétaire Présidente de la CC du Pays de Villamblard (2008-2016) Conseillère départementale du canton du Périgord central (depuis 2015) Présidente de la CC Isle et Crempse en Périgord (depuis 2017) |

## Équipements et services publics

### Justice
En 2023, dans le domaine judiciaire, Saint-Jean-d'Estissac relève : 
- du tribunal judiciaire, du tribunal pour enfants, du conseil de prud'hommes et du tribunal de commerce de Bergerac ;
- du pôle Nationalité du tribunal judiciaire de Périgueux (compétent uniquement dans le domaine de la nationalité) ;
- de la cour d'appel, du tribunal administratif et de la  cour administrative d'appel de Bordeaux.

## Population et société

### Démographie
Les habitants de Saint-Jean-d'Estissac se nomment les Estissacois.
L'évolution du nombre d'habitants est connue à travers les recensements de la population effectués dans la commune depuis 1793. Pour les communes de moins de 10 000 habitants, une enquête de recensement portant sur toute la population est réalisée tous les cinq ans, les populations de référence des années intermédiaires étant quant à elles estimées par interpolation ou extrapolation. Pour la commune, le premier recensement exhaustif entrant dans le cadre du nouveau dispositif a été réalisé en 2005.

En 2022, la commune comptait 158 habitants, en évolution de −8,67 % par rapport à 2016 (Dordogne : +0,37 %, France hors Mayotte : +2,11 %).
| 1793 | 1800 | 1806 | 1821 | 1831 | 1836 | 1841 | 1846 | 1851 |
| ---- | ---- | ---- | ---- | ---- | ---- | ---- | ---- | ---- |
| 506  | 414  | 405  | 435  | 440  | 480  | 549  | 583  | 534  |

| 1856 | 1861 | 1866 | 1872 | 1876 | 1881 | 1886 | 1891 | 1896 |
| ---- | ---- | ---- | ---- | ---- | ---- | ---- | ---- | ---- |
| 502  | 477  | 475  | 441  | 408  | 401  | 388  | 354  | 340  |

| 1901 | 1906 | 1911 | 1921 | 1926 | 1931 | 1936 | 1946 | 1954 |
| ---- | ---- | ---- | ---- | ---- | ---- | ---- | ---- | ---- |
| 309  | 313  | 292  | 272  | 259  | 221  | 223  | 179  | 164  |

| 1962 | 1968 | 1975 | 1982 | 1990 | 1999 | 2005 | 2006 | 2010 |
| ---- | ---- | ---- | ---- | ---- | ---- | ---- | ---- | ---- |
| 155  | 145  | 132  | 147  | 111  | 125  | 146  | 142  | 154  |

| 2015 | 2020 | 2022 | - | - | - | - | - | - |
| ---- | ---- | ---- | - | - | - | - | - | - |
| 168  | 161  | 158  | - | - | - | - | - | - |

## Économie

### Emploi
En 2015, parmi la population communale comprise entre 15 et 64 ans, les actifs représentent cinquante-huit personnes, soit 34,5 % de la population municipale. Le nombre de chômeurs (trois) est resté stable par rapport à 2010 et le taux de chômage de cette population active s'établit à 5,2 %.

### Établissements
Au 31 décembre 2015, la commune compte vingt-trois établissements, dont onze au niveau des commerces, transports ou services, quatre dans l'agriculture, la sylviculture ou la pêche, quatre dans l'industrie, deux dans la construction, et deux relatifs au secteur administratif, à l'enseignement, à la santé ou à l'action sociale.

## Culture locale et patrimoine

### Lieux et monuments
- L'église Saint-Jean-Baptiste,

Plusieurs châteaux et manoirs :
- Puy-Jean XIVe siècle
- La Ponsie où naquit l'abbé de Fénelon XVe siècle
- L'hospice de Malrigou, parfois appelé château d'Estissac, maison forte du XVe siècle
- La Beylie XVIIe siècle

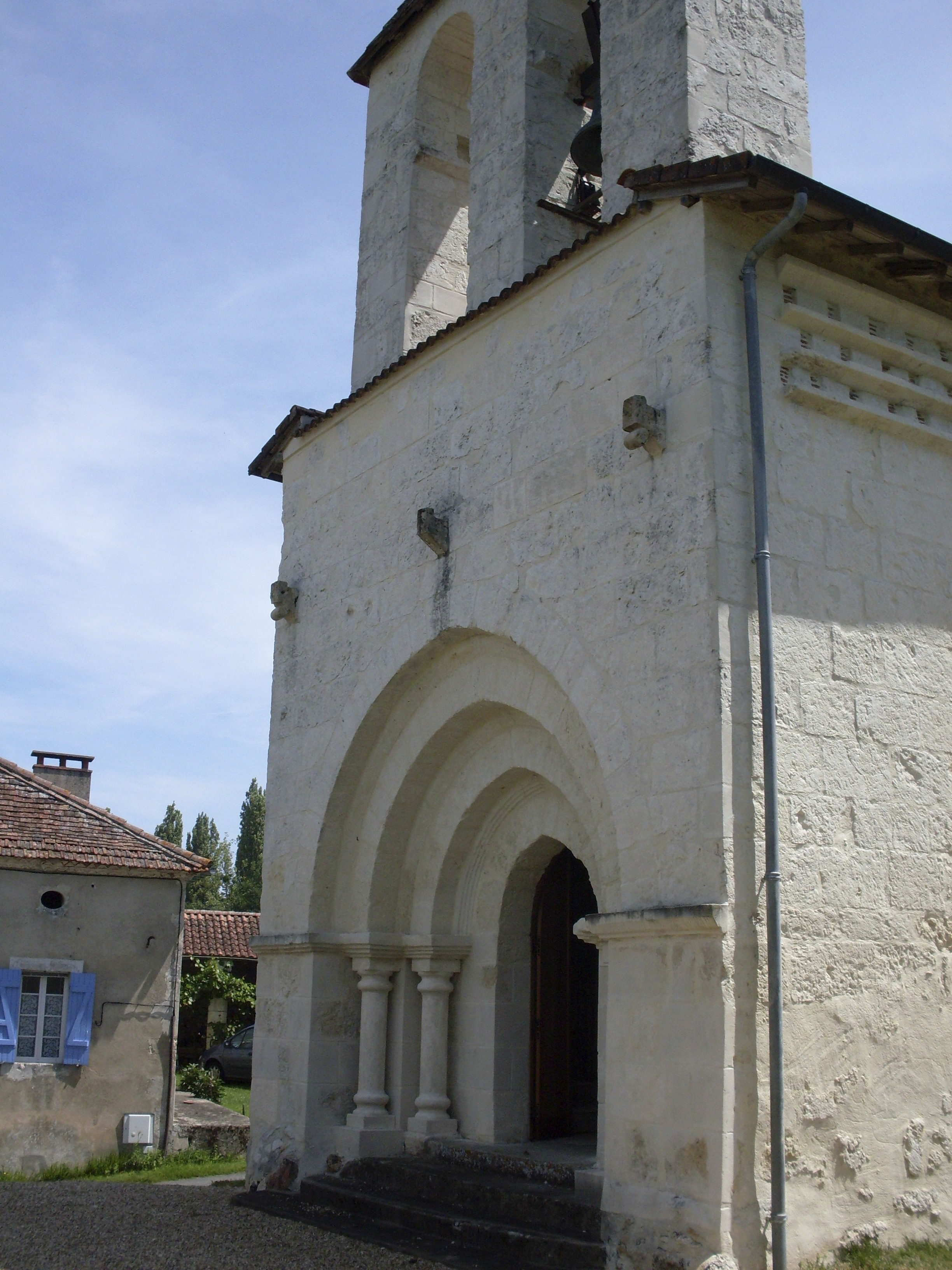
L'église Saint-Jean-Baptiste.
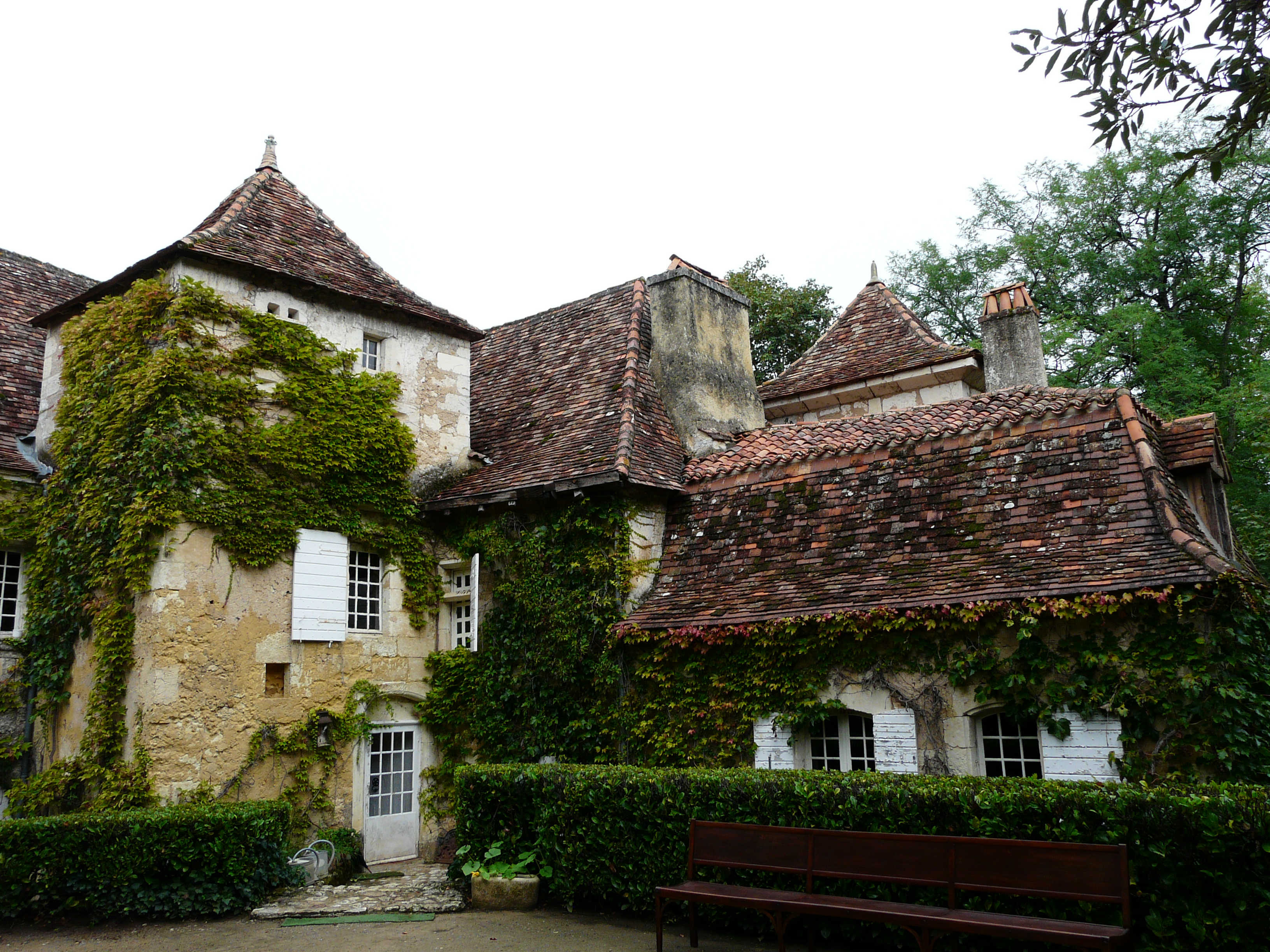
L'hospice de Malrigou.
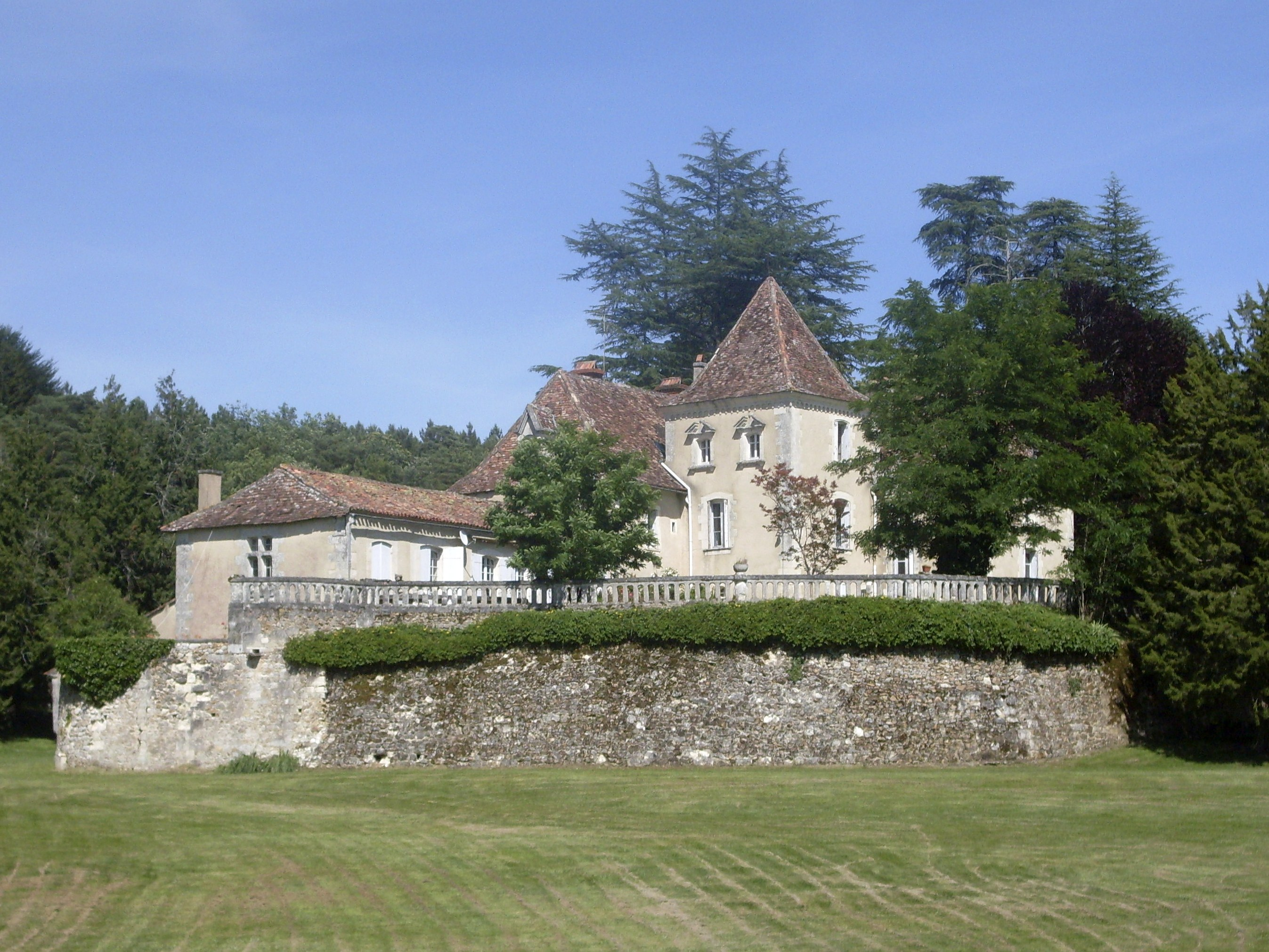
Le manoir de la Beylie.

### Personnalités liées à la commune
- Jean-Baptiste-Augustin de Salignac (1714-1794), né au manoir de la Poncie à Saint-Jean-d'Estissac. Petit-neveu de Fénelon, abbé de Fénelon, aumônier de Marie Leszczyńska, la femme de Louis XV.

## Pour approfondir